# 橫網

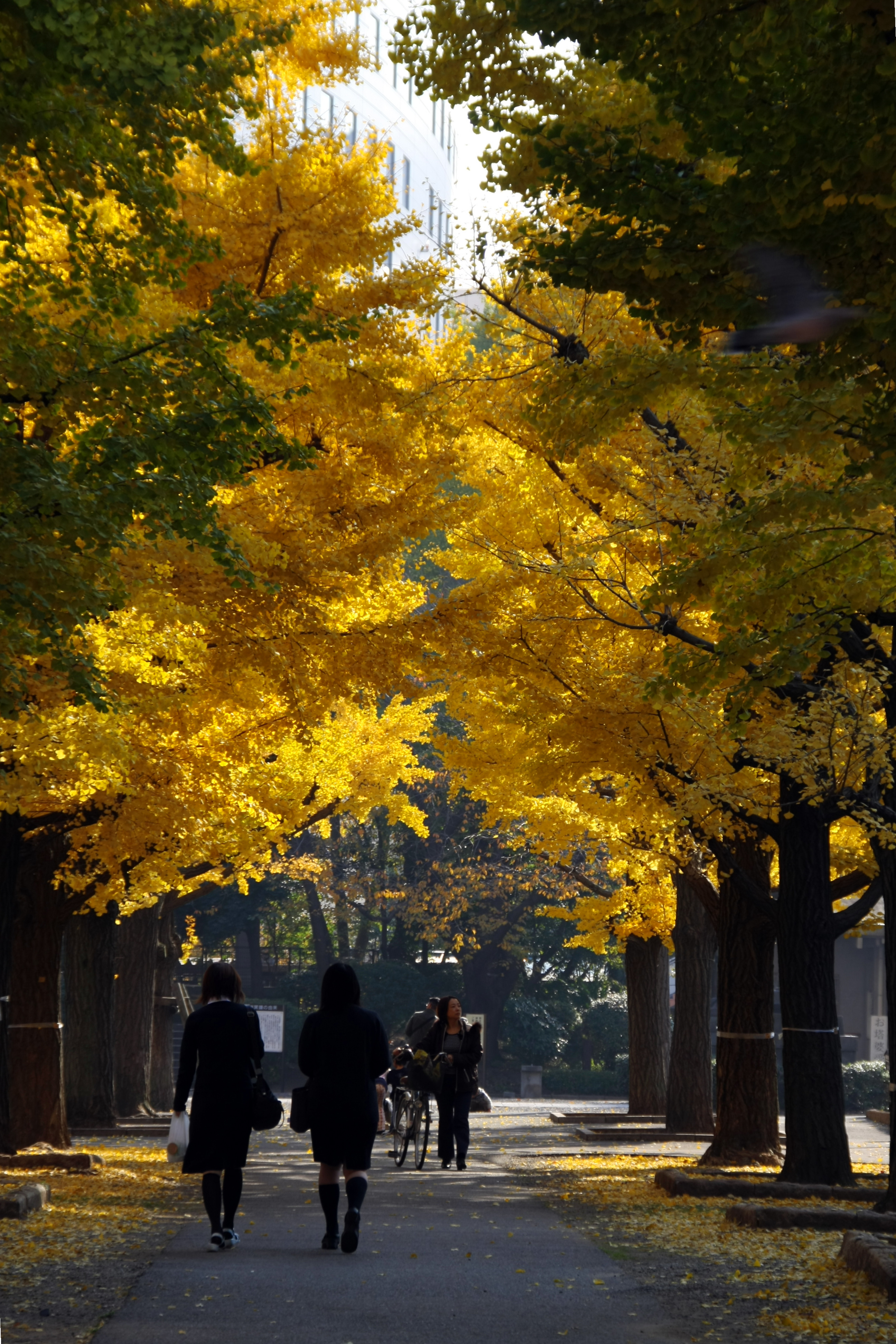
橫網町公園

橫網（日语：／ Yokoami */?）是東京都墨田區的地名。郵遞區號為130-0015。

## 地理
東京都墨田區西南部，屬本所地域。約在墨田區役所南方1.1公里處。北鄰本所，東接石原與龜澤，南連兩國，西與台東區藏前、柳橋之間以隅田川為界。町域西邊有清澄通，臨隅田川，河上是首都高速道路高架橋。町域從南往北為橫網一丁目、二丁目。
兩國站北側是兩國國技館與江戶東京博物館。兩國國技館北方為舊安田庭園。舊安田庭園內有兩國公會堂，因嚴重老化有倒塌之虞，現在正在改建。
舊安田庭園東北側、清澄通與藏前橋通交會處是都立橫網町公園。此地是關東大地震造成大量民眾死亡的陸軍本所被服廠舊址，是以慰靈為目的的東京都立公園。園內有祭祀震災與東京大空襲罹難者的東京都慰靈堂與震災復興紀念館、東京空襲犧牲者追悼碑等，每年3月10日與9月1日舉行慰靈法會。
兩國國技館、江戶東京博物館北側是NTT docomo墨田大廈，之中的NTT docomo歷史展示廣場是展示NTT docomo的手機、PHS、呼叫器、衛星電話、船舶電話等通信設備的科學博物館。
此外，因為兩國國技館的關係，地名常被誤認為「橫綱」（よこづな）。其實「橫網」是江戶時代就存在的地名。

## 歷史
1704年（寶永元年）町奉行支配。1872年（明治5年）成立南本所橫網町一丁目與二丁目。1966年（昭和41年）町實施新住居表示。

### 地名由來
來由未知。有說是與古時居住此地的漁師有關，但正確性未知。

## 交通

### 鐵路
- 東日本旅客鐵道
  - 總武本線：兩國站
- 東京都交通局（都營地下鐵）
  - 大江戶線：兩國站

### 道路
- 首都高速道路
  - 6號向島線
- 都道
  - 315號御徒町小岩線（藏前橋通）
  - 463號上野月島線（清澄通）

橋梁
- 隅田川
  - 藏前橋（東京都道315號御徒町小岩線（藏前橋通））

## 設施

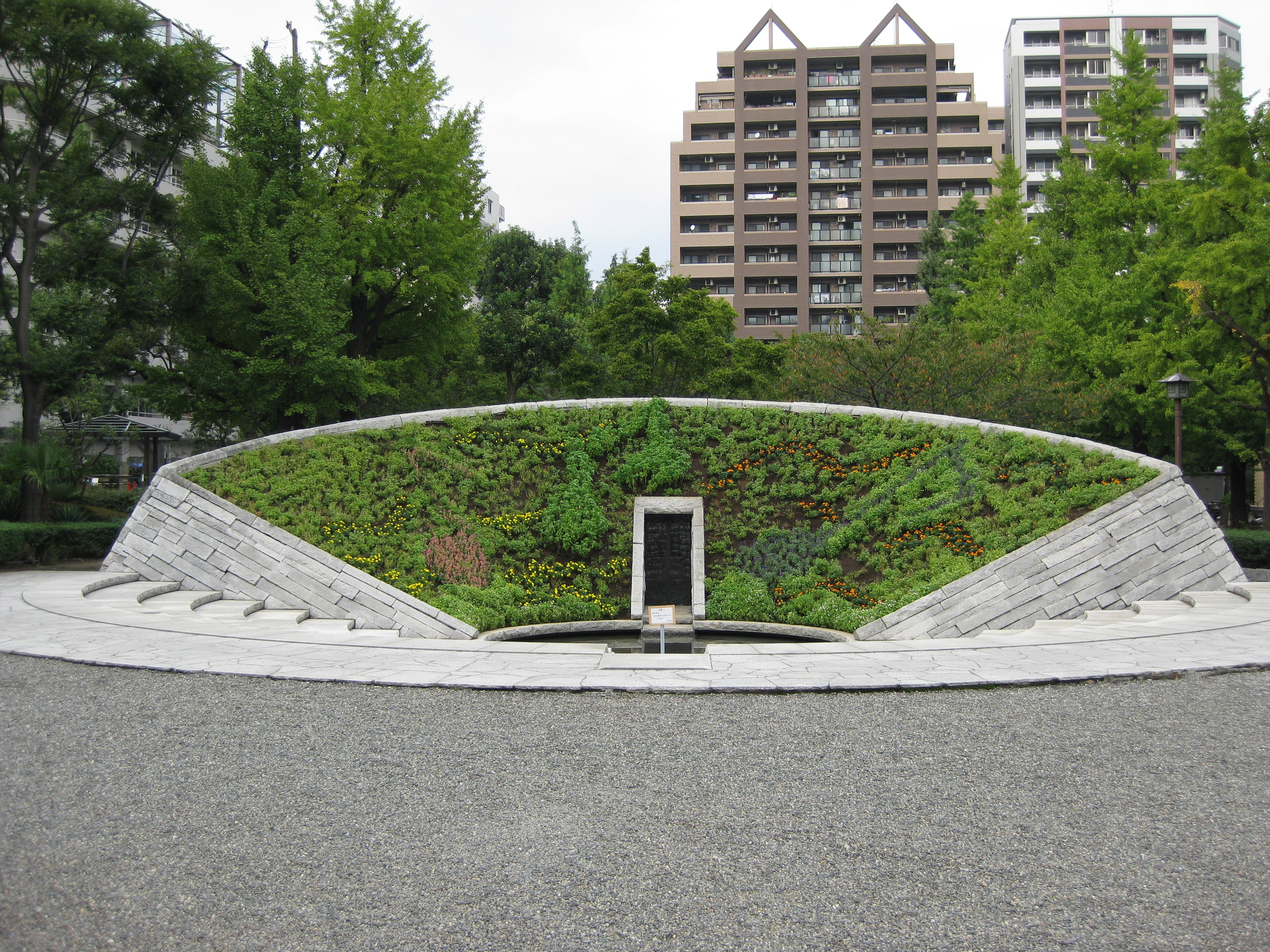
東京空襲犧牲者追悼和平祈念碑
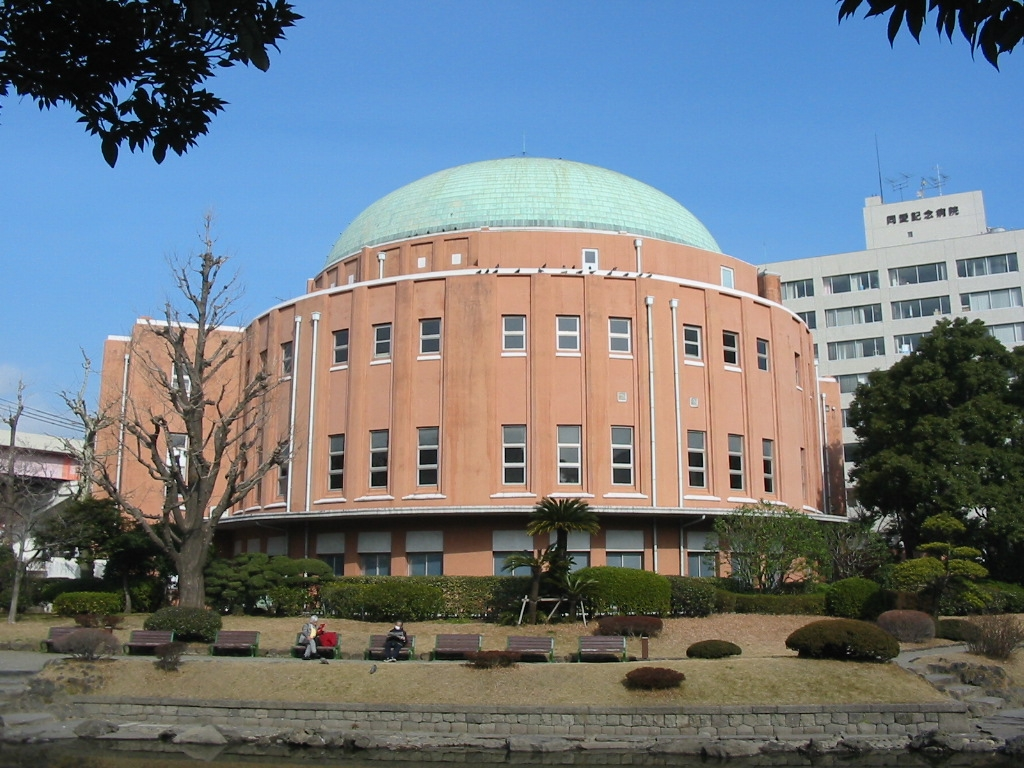
兩國公會堂

- 兩國國技館
- 墨田區立兩國中學校
- 日本大學第一中學校、高等學校
- 安田學園中學校・高等學校
- 江戶東京博物館
- 相撲博物館
- NTT docomo歷史展示廣場
- 舊安田庭園
- 橫網町公園

- 東京空襲犧牲者追悼和平祈念碑
- 兩國公會堂

## 備註
1. ↑  墨田区世帯人口現況8月分[永久]

## 外部連結
- 墨田區官方網站 （页面存档备份，存于）